# Sainte-Croix-à-Lauze
Sainte-Croix-à-Lauze település Franciaországban, Alpes-de-Haute-Provence megyében. Lakosainak száma 86 fő (2022. január 1.). Sainte-Croix-à-Lauze Céreste-en-Luberon, Oppedette, Reillanne, Vachères és Viens községekkel határos.

## Népesség
A település népessége az elmúlt években az alábbi módon változott:
| Lakosok száma | 35   | 65   | 61   | 76   | 81   | 84   | 88   | 91   | 90   | 86   |
|               | 1968 | 1982 | 1990 | 2006 | 2013 | 2015 | 2017 | 2019 | 2020 | 2022 |